# 40 sono i nuovi 20
40 sono i nuovi 20 (Home Again) è un film del 2017 diretto da Hallie Meyers-Shyer.

## Trama
Alice, figlia del defunto regista John Kinney, è una donna con 2 figlie, reduce da una separazione e prossima a festeggiare i 40 anni. La sera del suo compleanno, mentre è intenta a festeggiare con gli amici, incontra Harry, George e Teddy, tre giovani aspiranti registi in cerca di un posto dove vivere. Approfittando del fatto che le figlie sono a dormire dalla nonna, Alice si offre di ospitarli per la notte e quasi finisce a letto con Harry. Il mattino seguente George scopre in una stanza le vecchie sceneggiature e i premi di John Kinney e scopre la storia della famiglia di Alice. Mentre la donna accompagna le figlie a scuola, sua madre Lillian prepara ai 3 la colazione e, commossa per i complimenti che i ragazzi fanno dei lavori del defunto marito, decide di farli rimanere ospitandoli nella stanza degli ospiti.
La presenza dei 3 ragazzi per casa diventa parte importante della routine di Alice, la quale inizia a provare qualcosa per Harry mentre Teddy l'aiuta a creare un sito web per il suo lavoro di decoratrice d'interni. George incoraggia Isabel, la figlia di Alice, a partecipare ad un concorso di scrittura a scuola. Un giorno i 3 ragazzi conoscono Justin Miller, un regista interessato a finanziare il loro progetto cinematografico, nonostante in passato abbia lavorato solamente su film horror. Mentre Alice e Harry si avvicinano sempre di più, la donna lo invita a partecipare con lei ad una cena con un paio di amici, ma Harry che deve incontrarsi con Miller chiede ad Alice di chiudere la loro relazione il mattino seguente.
Caduta in depressione dopo aver scoperto che il suo primo potenziale cliente l'ha trattata principalmente come un'aiutante senza prendere in considerazione le sue idee di progettazione, Alice subisce un altro duro colpo quando l'ex marito Austen arriva a Los Angeles e afferma di sentirsi a disagio riguardo ai tre sconosciuti che vivono con la sua famiglia. Quando apprende che Teddy e George stanno perseguendo dei progetti indipendenti, Harry resta deluso della cosa perché teme che gli altri non abbiano fede nel suo lavoro e questo lo porta a lasciare la casa. I continui screzi tra Teddy ed Austen culminano in una feroce lotta. Sebbene sia d'accordo con Austen che sarebbe il momento che i ragazzi si trovino un'altra casa, Alice informa il marito che vuole il divorzio. George e Teddy si riconciliano con Harry ed insieme trovano un appartamento dove andare a vivere.
Una settimana dopo, Alice visita il nuovo appartamento dei ragazzi per chiedere loro scusa per come sono andate le cose e per comunicare loro che lei vorrebbe che fossero parte della sua famiglia. Il giorno della premiazione del concorso scolastico, i tre giovani hanno un incontro con un potenziale investitore, il quale però non si rivela soddisfatto del progetto perché non in linea con la propria visione del film. I tre si recano allora a scuola da Isabel, dove la ragazza, vinto il suo nervosismo, ottiene un grande successo. La sera tutta la "famiglia" si riunisce a cena per celebrare il successo ottenuto della ragazzina.

## Produzione
Nel maggio del 2016 venne annunciato che Rose Byrne sarebbe stata protagonista del film, scritto e diretto da Hallie Meyers-Shyer e prodotto da Nancy Meyers ed Erika Olde. Nell'agosto del 2016 venne annunciato che Reese Witherspoon sarebbe stata la protagonista del film rimpiazzando la Byrne. Nell'ottobre 2016 Candice Bergen, Michael Sheen e Reid Scott si sono uniti al cast, seguiti nel novembre 2016 da Jon Rudnitsky, Lake Bell, Nat Wolff e Pico Alexander.

### Riprese
Le riprese del film, iniziate nel novembre 2016, si conclusero dopo soli 30 giorni.

## Distribuzione
Nel settembre del 2016 Open Road Films ha acquistato i diritti di distribuzione del film. Il film è stato distribuito negli Stati Uniti l'8 settembre 2017.
In Italia il film è stato distribuito nei cinema il 12 ottobre 2017.

### Incassi
Il film ha incassato 27 milioni di dollari negli Stati Uniti e nel Canada e 10,3 milioni di dollari in altri territori, per un totale mondiale di 37,3 milioni di dollari e a fronte di un budget di produzione di 12 milioni di dollari.
Nel Nord America, 40 sono i nuovi 20 è stato distribuito insieme ad It e, proiettato in 2.940 cinema. Ha incassato nel suo primo weekend la cifra di 10-12 milioni di dollari. Il film si è piazzato secondo ai botteghini subito dietro ad It (123,4 milioni di dollari). Nel suo secondo weekend il film è finito al quarto posto dietro ad It e alle nuove uscite American Assassin e Madre!.

### Accoglienza
Su Rotten Tomatoes il film ha un voto di approvazione del 29%, basato su 103 recensioni, con una valutazione media di 4,6/10.  Su Metacritic, che assegna una valutazione media normalizzata alle recensioni, il film ha un punteggio medio di 43/100, basato sulle recensioni di 27 critici, indicate come "recensioni miste o medie". Gli intervistati da CinemaScore hanno dato al film un voto medio di "B" su una scala da A+ a F.